# Synagoga v Petrovicích
Bývalá synagoga stojí v jižní části centra obce Petrovice v okrese Příbram jako dům čp. 66.

## Historie a popis
Synagoga měla nahradit starší modlitebnu, která se nacházela v domě čp. 43, ale z kapacitních důvodů přestávala dostačovat. Stavba nové byla financována ze sbírek, mj. i ve Vídni. Budovu navrhl hrejkovický stavitel František Smrt, podle jehož plánů byla v klasicistním slohu postavena v letech 1865–1869.
Podél stěn modlitebny byla dřevěná galerie, proti vchodu bylo umístěno desatero a malba baldachýnu a v popředí na oltáři obřadní stůl, oddělený od zbytku místnosti dřevěným zábradlím. Součástí budovy byly byty pro duchovní a přechodně též židovská škola.
Bohoslužby v synagoze probíhaly do druhé světové války. Místních 25 židů bylo transportem Bz odvezeno do koncentračních táborů v Terezíně a Osvětimi, kde v letech 1942–1944 zemřeli. Nevyužívanou budovu v 70. letech 20. století získalo místní Jednotné zemědělské družstvo pro své kanceláře a tzv. přidruženou průmyslovou výrobu, nahoře vznikly byty. Od roku 1980 pak byla budova používána pouze k obytným účelům.

## Galerie

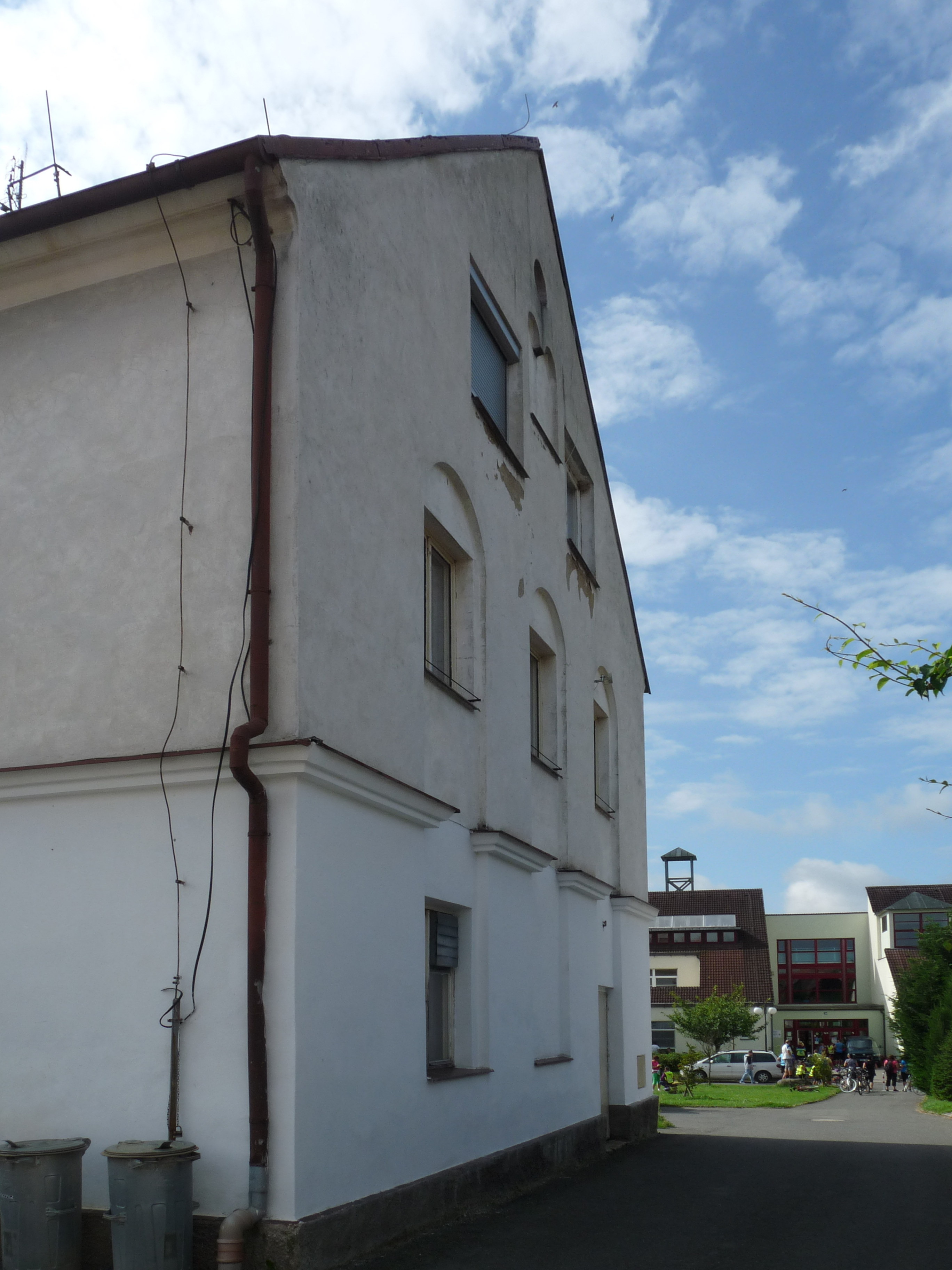
Čelo budovy
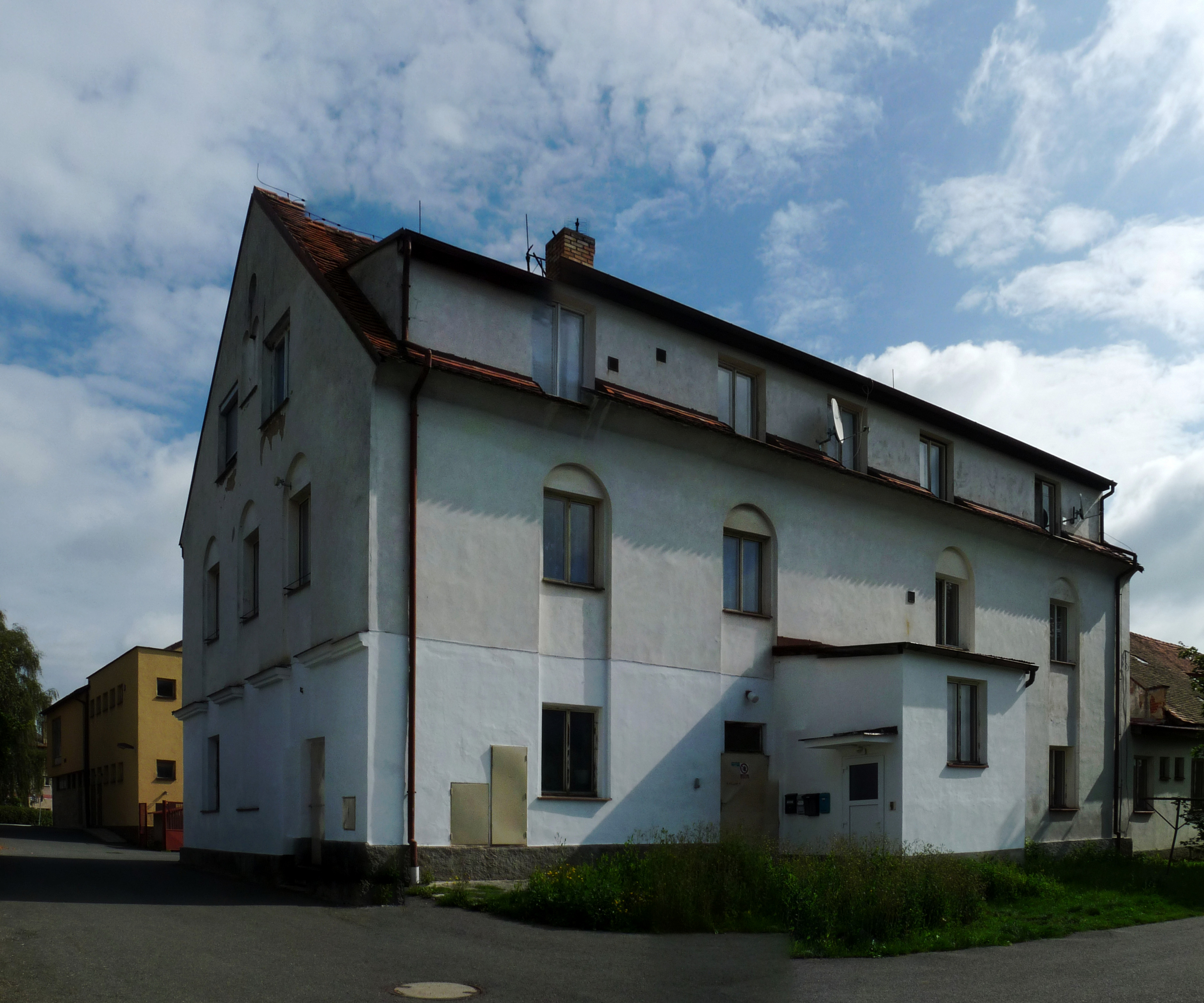
Pohled od jihu
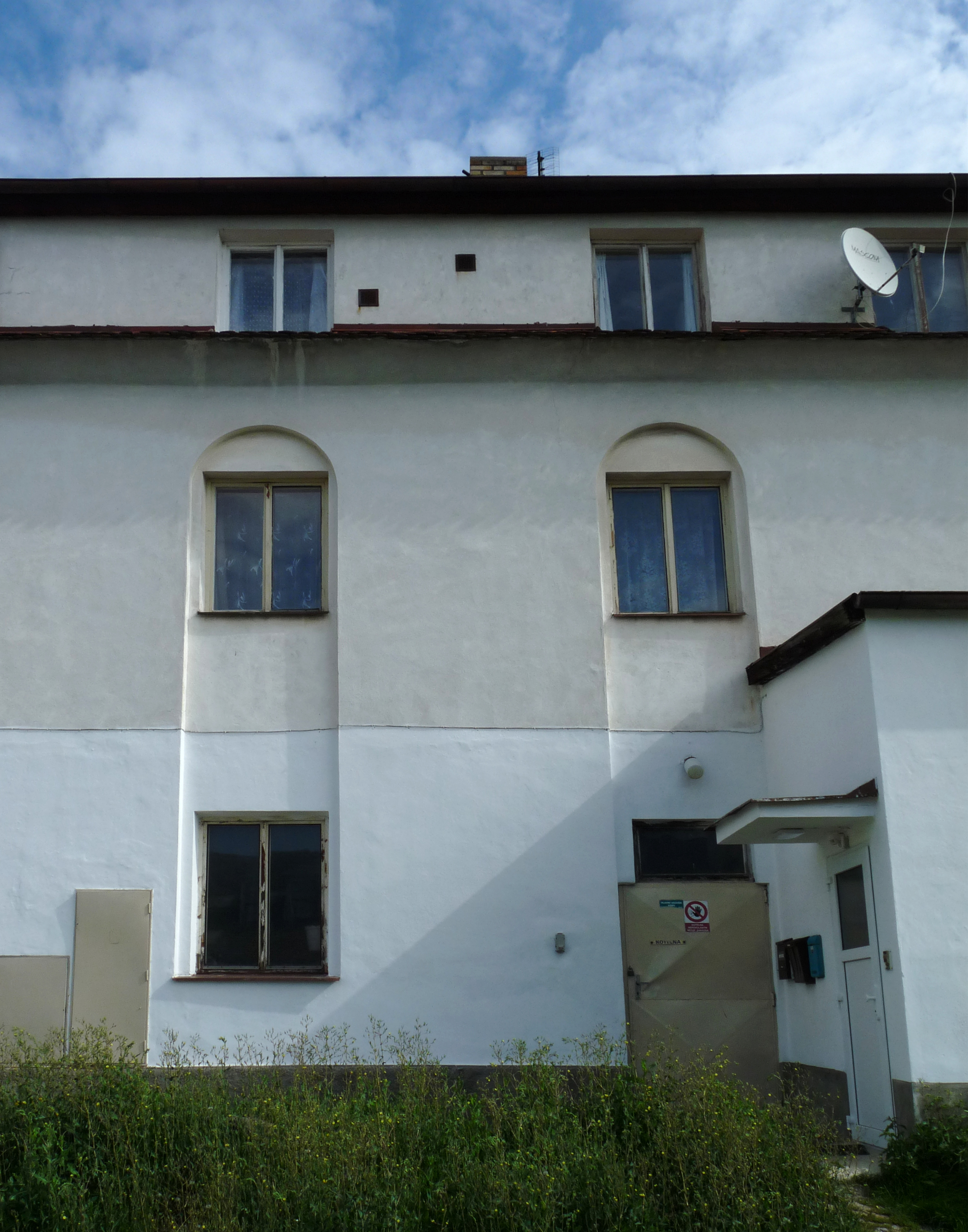
Detail na jižní straně